# Agésipolis II.
Agésipolis II. (starořecky Ἀγησίπολις B) byl král Sparty od roku 371 před Kr. do roku 369 před Kr. Pocházel z královské rodiny Agiovců (řec. Agiadón) Jeho spolukrál Agésilaos II. patřil do královské rodiny Eurypontovců (řec. Eurypontidón).
Králem se stal po smrti otce Kleombrota, který zemřel v bitvě u Leukter, kde Spartské vojsko utrpělo od Thébanů totální porážku. Důsledky této události byly pro Spartu katastrofální. Během krátkého panování Agésipolise II. se od Sparty odtrhla většina spojeneckých a podmaněných míst, Peloponéský spolek se rozpadl a proti Spartě povstali i Messénčani a Arkádčani, kterým na pomoc přišlo sedmdesátitisícové vojsko z celé Boiótie pod velením Epameinóndaa. Celých tři sta padesát let trvala vláda Sparty nad tímto územím a nyní skončila. Sparta se už nikdy nevzpamatovala a přestala být hegemonem v Řecku.
Agésipolis II. kraloval jen něco přes rok a není známo jakou roli odehrál v těchto pohnutých časech. Jeho spolukrál Agesilaos II.
se ještě později pokusil obnovit prestiž Sparty, ale zatím se snažil urovnat situaci mírovými jednáními. Agésipolis II. zemřel v roce 369 před Kr. Dědice neměl, a proto se následníkem stal jeho bratr Kleomenes II.